# 診療報酬請求債権
医療機関が患者に行った治療行為の対価（診療報酬）のうち、被保険者（患者）に対する請求分ではなく、保険者（保険会社）に対して保有する債権（請求権）のことをいう。英語ではMedical Account Receivableといい、直訳すると「医療の売掛債権」となる。

## 概要
診療報酬請求債権は日本の国民健康保険のような国民皆保険制度のないアメリカの医療保険制度を背景に生まれた債権である。日本では診療報酬の請求先の保険者が公的な機関や組合など規模が大きく、また医療保険の対象となる治療行為が点数制であるため請求方法が統一されているが、アメリカでは保険者が主に民間の保険会社であり、保険会社ごとに請求方法が異なるため請求行為が煩雑となり、医療機関が診療報酬の回収がうまくできず資金難に陥るケースが深刻化している。そのためアメリカでは、医療機関から保険会社に対する診療報酬の請求（レセプト請求）自体が債権化され、請求書（レセプト）自体が債権として扱われている。

## アメリカの医療保険制度
アメリカ合衆国の医療保険は、日本のように全国民に対して医療保険が用意されていない。公的な保険として高齢者向けのメディケア（Medicare）と低所得者向けのメディケイド（Medicaid）の2種類があるが、加入者は全国民の3分の1程度である。保険料が高いために保険に加入できない、またはできても加入しない無保険者の国民が約4,600万人いるが(2009年時点)、国民の半分強が民間の保険会社と医療保険契約をしている。
アメリカでは、日本のように治療費の患者負担率が一定ではなく、契約内容によって給付内容が異なる。掛け金は高いがどの医療機関でも受診できるもの、掛け金が安く指定の医療機関でしか受診できないもの、治療方法や薬の使用に制限のあるもの、歯科治療ためだけのもの、など様々である。

### 保険会社によるレセプト審査
保険契約を行う保険会社が主だったところで3,000社以上もあり、その各社の中に数多くの種類の医療保険が存在している。医療機関は保険会社ごとに全く異なるフォーマットやコード番号で請求しなければならないので、請求の事務処理に大変な労力と時間が必要となる。
保険会社は請求ミスがあった場合、診療報酬請求債権を医療機関に戻し、また一定期間が過ぎると請求フォーマットやコード番号を変更することがあるため、医療機関独自で実際に回収できる金額は請求額全体の30%から35%程度と言われている。この回収率の低さは、アメリカでは日本の医療制度のように治療行為ごとに報酬が決められているわけではなく、医療機関や医師が勝手に報酬を設定できることも要因となっている。保険会社は自社が妥当と判断する報酬しか払わないため、医師が保険会社に請求する報酬と実際に保険会社から支払われる報酬の差が大きく、回収率が低くなってしまう。